# Todtnau
Todtnau est une ville allemande en Bade-Wurtemberg, située dans le district de Fribourg-en-Brisgau. Il s'agit également d'une station de sports d'hiver.

## Géographie
Todtnau est situé dans le sud de la Forêt-Noire, entre le Feldberg et le Belchen, à une altitude comprise entre 570 et 1390 mètres. Plus de 60 % de la superficie de la commune est recouverte de forêt.

## Sport
La station accueille régulièrement des épreuves de la coupe du monde de ski alpin.

## Galerie

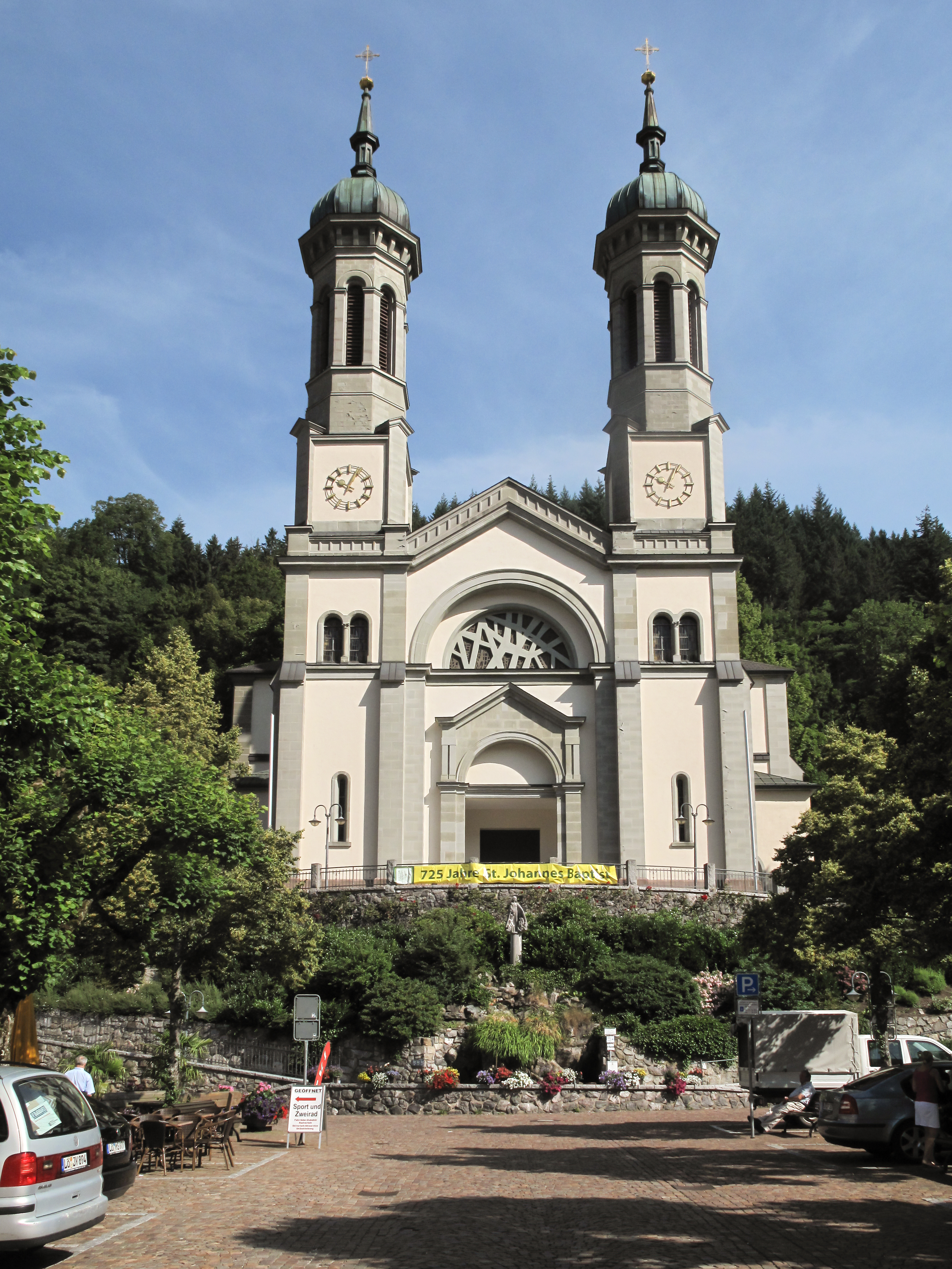
Todtnau, église: die Sankt Johannes der Täuferkirche
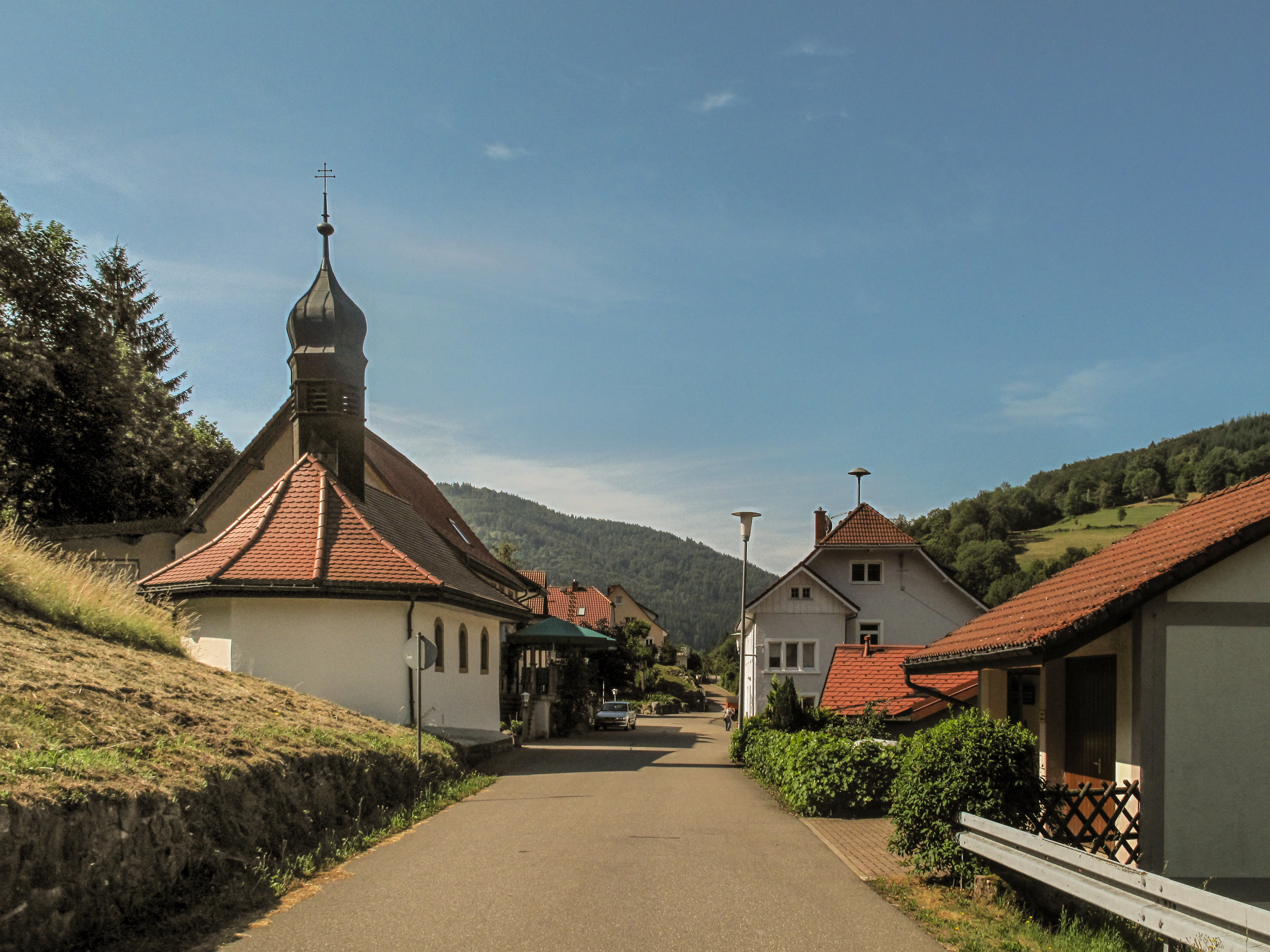
Schlechtnau, Kapelle dans la rue
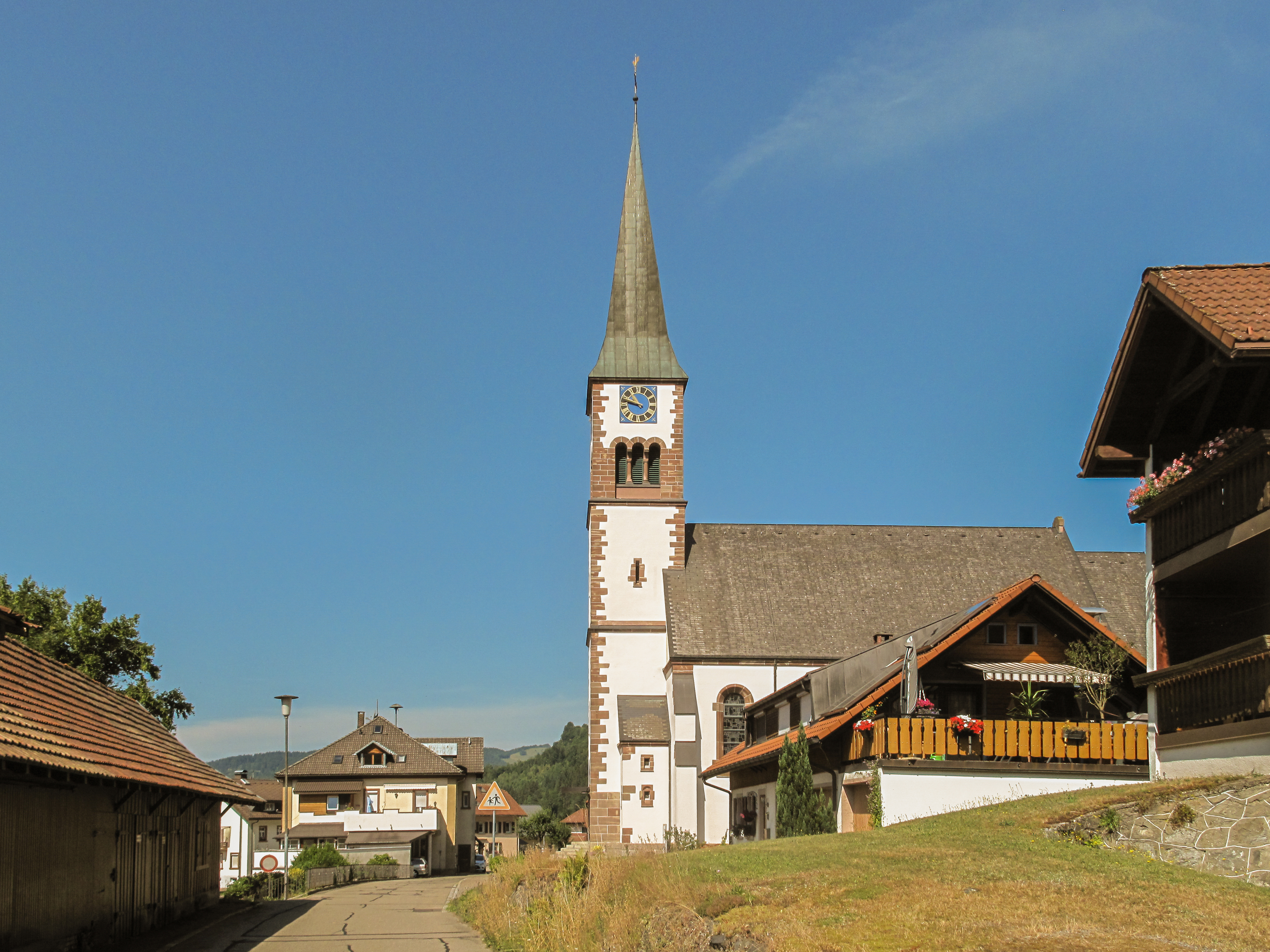
Geschwend, église (die Sankt Wendelinkirche) dans la rue
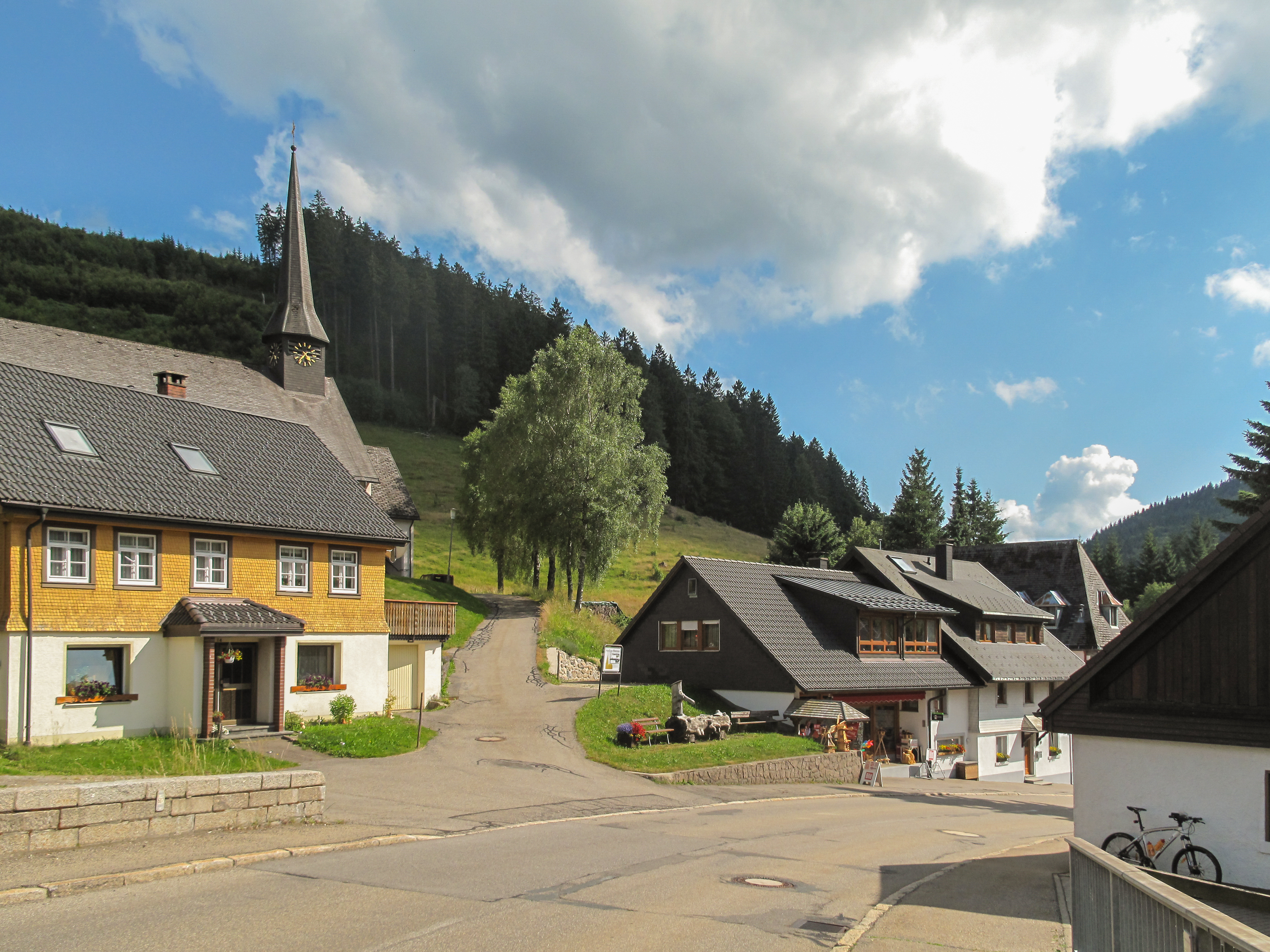
Muggenbrunn, église (die Sankt Cornelius Kirche) dans la rue
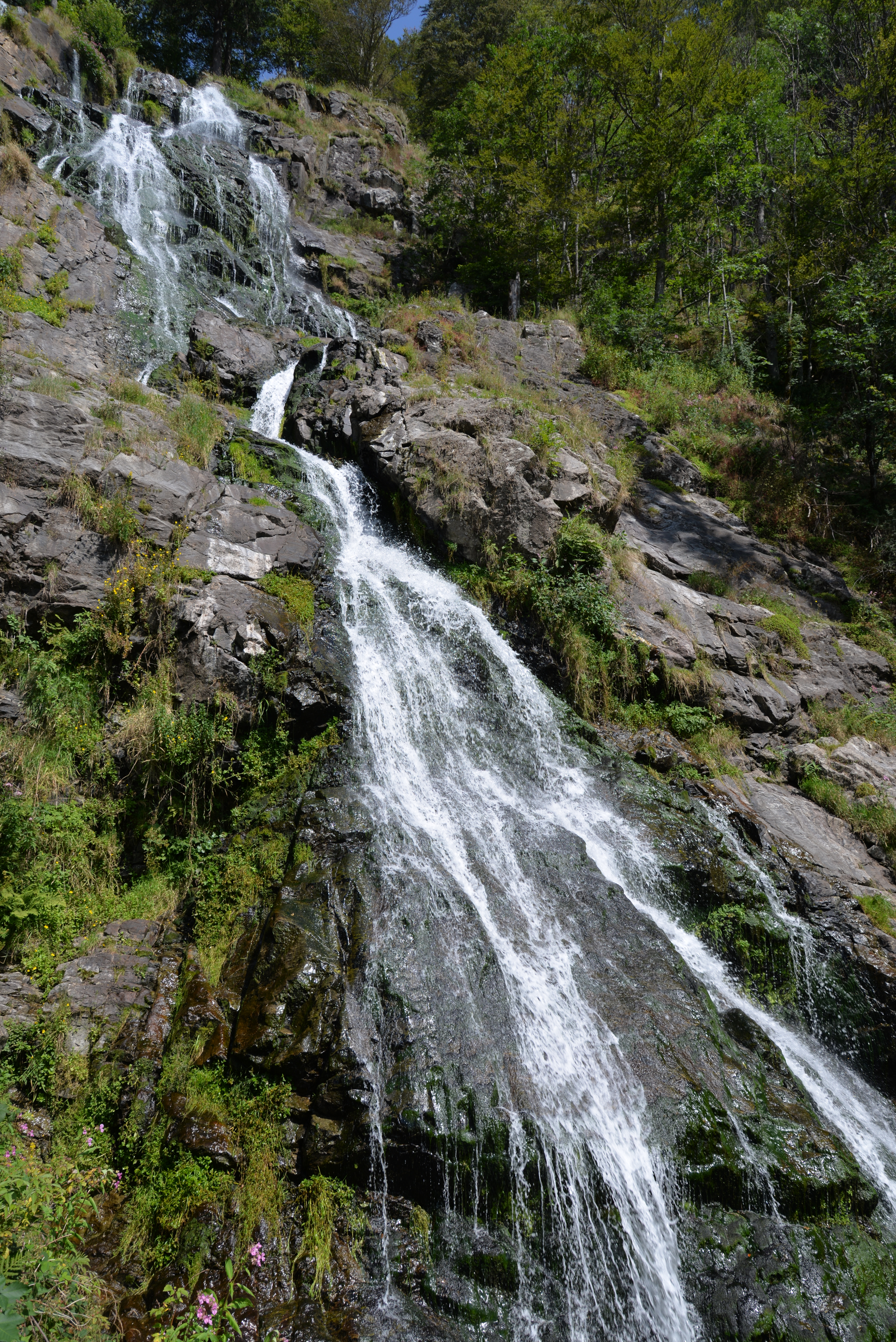
Chute d'eau
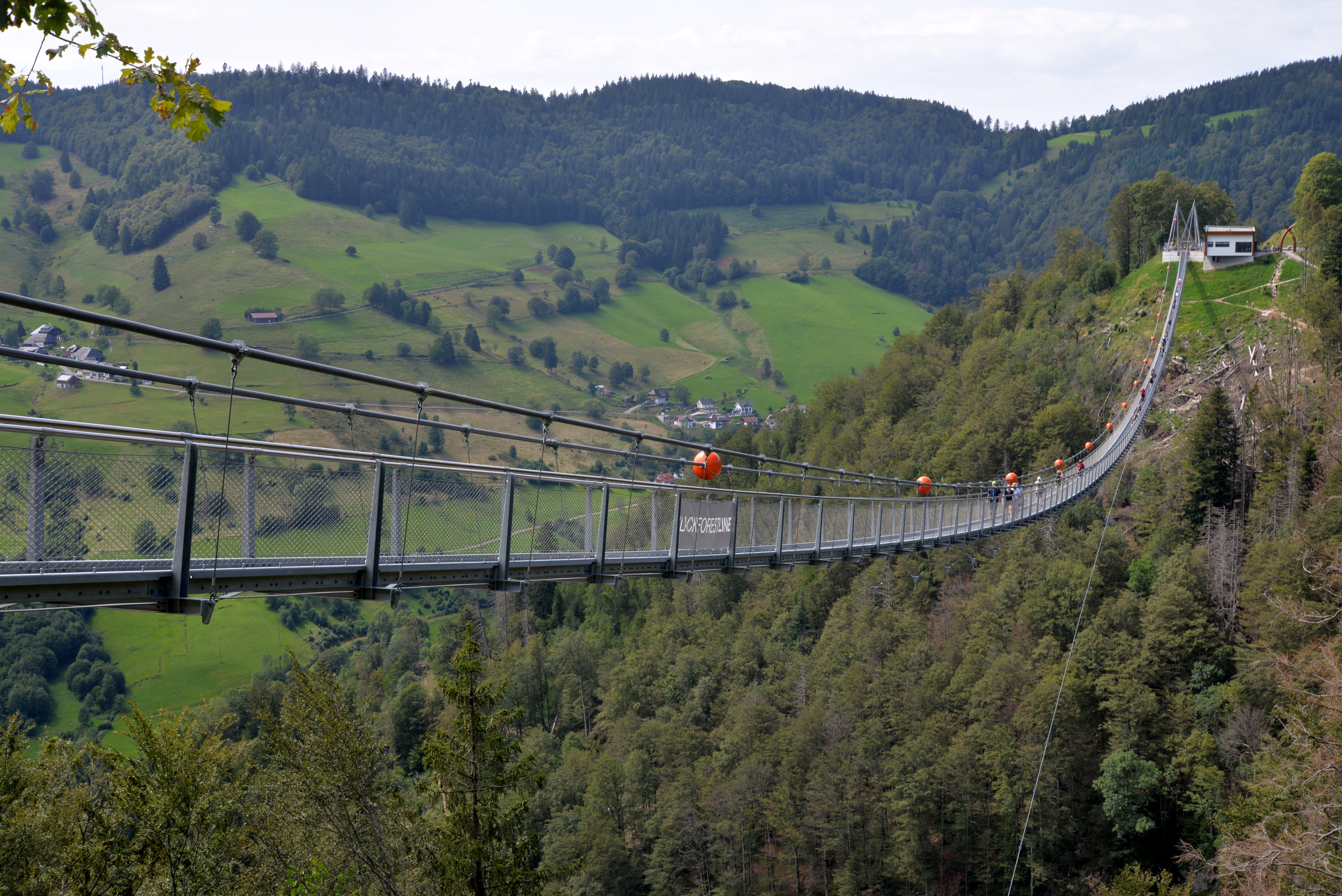
Pont suspendu "Blackforestline"